# Ashton Brothers
De Ashton Brothers is een Nederlandse theatergroep die in 2001 werd opgericht. De groep bestaat uit Pim Muda, Joost Spijkers en Friso van Vemde Oudejans. Tot december 2014 was ook Pepijn Gunneweg lid van de groep. Producent Peter Kolsters is sinds 2017 lid.  
De groepsleden leerden elkaar kennen op de Kleinkunstacademie in Amsterdam. Na de opleiding besloten de vier samen verder te gaan, en ze maakten aan de hand van de acts die ze op de academie met elkaar hadden bedacht, hun eerste avondvullende show: Tragiek van de Onderman. Met dat programma ging het viertal in 2001 in première als De Ashton Brothers. Ze wonnen voor dit programma de British American Tobaccoprijs.
In 2005 volgde een tweede programma, Ballyhoo!, waarvoor het viertal de Johan Kaartprijs kreeg. De tournee Ballyhoo! werd op 22 februari 2007 na meer dan 300 voorstellingen afgesloten in Theater Carré in Amsterdam. In 2005 traden De Ashton Brothers op in Edinburgh op de Edinburgh Festival Fringe. Daarna volgden in 2006 nog optredens in Toronto, Zwitserland, België, Spanje en Letland.
In 2007 trad het gezelschap, op uitnodiging van de Nederlandse ambassade, op voor hoogwaardigheidsbekleders waaronder prins Willem-Alexander en prinses Maxima. Op 17 maart 2008 ging hun derde avondvullende show, Charlatans, a medicine show, in het Oude Luxor Theater in Rotterdam in première. Ook ditmaal waren de recensies lovend.
De programma's verwijzen sterk naar het variététheater, en de groep wordt dan ook geadviseerd door Peter de Jong (Maxi van Mini & Maxi). De shows van de Ashton Brothers zijn een compilatie van lange en korte sketches, waarin ze acrobatiek, muziek, clownerie, slapstick en cabaret combineren.
Eind 2014 maakte de groep bekend dat Pepijn Gunneweg de Ashton Brothers ging verlaten.
Vanaf 2024 verzorgen zij het Kerstcircus in Ahoy nadat het traditionele Kerstcircus in 2023 is gestopt. 

## Theater
- 2001-2004: De tragiek van de onderman
- 2005-2007: Ballyhoo!
- 2007-2012: Charlatans, a medicine show
- 2009: A Midsummernight's Dream (in samenwerking met het Nederlands Blazers Ensemble)
- 2011-2012: De vertellingen van 1001 nacht (in samenwerking met Het Zuidelijk Toneel)
- 2012-2014: Treasures
- 2015: Welcome to the Ashton Brothers (van donderdag 4 t/m zondag 28 juni in de Kleine Komedie, Amsterdam)
- 2016-2017: Enfants Terribles
- 2017-2018: ASHTONIA
- 2020-2021: A Medicine Show
- 2023-heden: Brothers
- 2024-heden Kerstcircus in Ahoy.